# パー・バク
パー・バク（Per Bak, 1948年12月8日 - 2002年10月16日）は、デンマークの理論物理学者である。自己組織化臨界現象の概念の発展に貢献した。2人目の妻であるマヤ・パチュスキーも夫と同じく物理学者である。

## 人生と業績
パー・バクはデンマークのブレナースレウで生まれた。デンマーク工科大学で学んだ後、1974年に博士号を取得したあと、アメリカのアプトン、ニューヨークにあるブルックヘブン国立研究所に勤務していた。特に固体中の複雑で空間的に調整された(磁気)構造の中で、絶縁体が突然伝導体になる場合、あるいは水が凍る場合の相転移を研究していた。この研究によって、バクは無秩序から組織がどのように出現するのかというより一般的な問題に関心を持つようになった。
1987年、バクは当時博士研究員であったチャオ・タンとクルト・ウィーゼンフェルドと共同で自己組織化臨界現象という新しい言葉を造語し、フィジカルレビューレターズに新しいアイディアを発表した。
懐疑的な意見に多く直面したものの、バクは様々な研究所で理論の構築を追求した。ブルックヘブン国立研究所はもとより、ニューメキシコにあるサンタフェ研究所、コペンハーゲンにあるニールス・ボーア研究所、インペリアル・カレッジ・ロンドンなどにも在籍した。2000年にはインペリアル・カレッジ・ロンドンの教授になった。
1996年、彼は理論をより多くの人に知ってもらうため、「How Nature Works」という野心的なタイトルの本を執筆した。
2001年、彼は自分が骨髄異形成症候群であることを知り、2002年にコペンハーゲンで亡くなった。

## 周囲の証言
「バクはデンマークのもっとも偉大なアメリカ人だった。」とプレドラグ・ツビタノヴィッチは述べた。「普通のデンマーク人は対立を避けるものなんだが、彼ときたら尊大で同僚と論争をすることを好んでいた。バクと合ったことのある人達ならみんなバクとの初対面のときに彼からどんなふうにひどい放言と侮辱をされたかを話すことができるよ。」
チャオ・タンは自分の指導教官の不遜な態度を次のように語っている。「彼はサイエンスの分野でもっとも独創的な人でもあり、自分の行動に対して他の人達がどう考えるのかまったく気にかけない希有な人でもありました。なんでも自分でやる人だったんでしょう。」

## 著書
- Bak, P. (1996). How Nature Works: The Science of Self-Organized Criticality. New York: Copernicus. ISBN 0-387-94791-4

- Bak, P., Tang, C. and Wiesenfeld, K. (1987). “Self-organized criticality: an explanation of 1/f noise”. Physical Review Letters 59:  381–384. doi:10.1103/PhysRevLett.59.381.

- Bak, P. (1982). “Commensurate phases, incommensurate phases, and the devil's staircase”. Reports on Progress in Physics 45:  587–629.